# موسكو (أيداهو)
موسكو، أيداهو هي مدينة في شمال ولاية أيداهو الأمريكية، وتقع على حدود ولايتي أيداهو وواشنطن، وبلغ تعدا سكانها 23,800 حسب تعداد عام 2010.

## التركيبة السكانية
قام مكتب تعداد الولايات المتحدة بتحديد بيانات التركيبة السكانية لموسكو في تعداد الولايات المتحدة. في ما يلي، التركيبة السكانية حسب تعدادي 2000 و2010.

### تعداد عام 2000
بلغ عدد سكان موسكو 21,291 نسمة بحسب تعداد عام 2000، وبلغ عدد الأسر 7,724 أسرة وعدد العائلات 3,869 عائلة مقيمة في المدينة.
وتوزع التركيب العرقي للمدينة بنسبة 92.23% من البيض و0.80% من الأمريكيين الأصليين و3.13% من الأمريكيين ذوي الأصول الآسيوية و0.14% من سكان جزر المحيط الهادئ و0.91% من الأمريكيين الأفارقة و1.82% من عرقين مختلطين أو أكثر.
بلغ عدد الأسر 7,724 أسرة كانت نسبة 24.2% منها لديها أطفال تحت سن الثامنة عشر تعيش معهم، وبلغت نسبة الأزواج القاطنين مع بعضهم البعض 41.0% من أصل المجموع الكلي للأسر، ونسبة 6.4% من الأسر كان لديها معيلات من الإناث دون وجود شريك، وكانت نسبة 49.9% من غير العائلات. تألفت نسبة 29.9% من أصل جميع الأسر من أفراد ونسبة 5.5% كانوا يعيش معهم شخص وحيد يبلغ من العمر 65 عاماً فما فوق. وبلغ متوسط حجم الأسرة المعيشية 2.87، أما متوسط حجم العائلات فبلغ 2.25.
بلغ العمر الوسطي للسكان 24 عاماً. يوجد لكل 100 أنثى 109.3 ذكر، ويوجد لكل 100 أنثى في الثامنة عشر من عمرها فما فوق 110.1 ذكر.
بلغ متوسط دخل الأسرة في المدينة 26,884 دولار، أما متوسط دخل العائلة فبلغ 46,331 دولار. وكان متوسط دخل الذكور 35,494 دولار مقابل 24,560 دولار للإناث. وسجل دخل الفرد الخاص بالمدينة 14,930 دولار. وكانت نسبة 9.5% من العائلات ونسبة 22.4% من السكان تحت خط الفقر، وكان من هؤلاء نسبة 8.2% تحت سن الثامنة عشر ونسبة 4.5% في الخامسة والستين من العمر وما فوق.

### تعداد عام 2010
بلغ عدد سكان موسكو 23,800 نسمة بحسب تعداد عام 2010، وبلغ عدد الأسر 9,180 أسرة وعدد العائلات 4,335 عائلة مقيمة في المدينة. في حين سجلت الكثافة السكانية 3,474.5 نسمة لكل ميل مربع (1,341.5/كم2). وبلغ عدد الوحدات السكنية 9,879 وحدة بمتوسط كثافة قدره 1,442.2 لكل ميل مربع (556.8/كم2).
وتوزع التركيب العرقي للمدينة بنسبة 90.9% من البيض و0.6% من الأمريكيين الأصليين و3.1% من الأمريكيين ذوي الأصول الآسيوية و0.2% من سكان جزر المحيط الهادئ و1.1% من الأمريكيين الأفارقة و2.7% من عرقين مختلطين أو أكثر.
بلغ عدد الأسر 9,180 أسرة كانت نسبة 22.9% منها لديها أطفال تحت سن الثامنة عشر تعيش معهم، وبلغت نسبة الأزواج القاطنين مع بعضهم البعض 37.8% من أصل المجموع الكلي للأسر، ونسبة 6.1% من الأسر كان لديها معيلات من الإناث دون وجود شريك، بينما كانت نسبة 3.4% من الأسر لديها معيلون من الذكور دون وجود شريكة وكانت نسبة 52.8% من غير العائلات. تألفت نسبة 31.3% من أصل جميع الأسر من أفراد ونسبة 6.6% كانوا يعيش معهم شخص وحيد يبلغ من العمر 65 عاماً فما فوق. وبلغ متوسط حجم الأسرة المعيشية 2.91، أما متوسط حجم العائلات فبلغ 2.26.
بلغ العمر الوسطي للسكان 24.2 عاماً. وكانت نسبة 16.4% من القاطنين تحت سن الثامنة عشر، وكانت نسبة 36.1% بين الثامنة عشر والأربعة وعشرون عاماً، ونسبة 24.7% كانت واقعةً في الفئة العمرية ما بين الخامسة والعشرين حتى الرابعة والأربعين عاماً، ونسبة 15.6% كانت ما بين الخامسة والأربعين حتى الرابعة والستين، ونسبة 7.4% كانت ضمن فئة الخامسة والستين عاماً فما فوق. وتوزع التركيب الجنسي للسكان بنسبة 51.8% ذكور و48.2% إناث.

## الموقع الجغرافي
الموقع الجغرافي للمناطق المحيطة بهذه النقطة هو كالتالي: